# Boarmioides colpias
Boarmioides colpias là một loài bướm đêm trong họ Geometridae.